# Evgeni Orkin
Evgeni Orkin (* 2. Oktober 1977 in Lwiw, Ukrainische SSR) ist ein in Deutschland lebender Komponist, Klarinettist, Saxophonist, Dirigent und Autor ukrainischer Herkunft.

## Leben
Orkin studierte zunächst an der Nationalen Musikakademie in Kiew Klarinette bei I. Pendischuk und Komposition bei Jewhen Stankowytsch. Weitere Studien folgten an den Musikhochschulen in Utrecht und Mannheim in den Fächern Klarinette bei Herman Braune und Wolfhard Pencz, Dirigieren bei Melvin Margolis sowie Komposition bei Ulrich Leyendecker und Ernst Bechert.
Orkin ist Autor von zehn Kammersinfonien, sechs großen Sinfonien, Solokonzerten für Violine, Klavier, Saxophon, Klarinette, der Oper „Magister Ludi“ nach Hermann Hesse, mehreren musiktheatralischen Werken und einer großen Anzahl von kammermusikalischen Werken. Auf vielen internationalen Festivals wurden seine Werke aufgeführt, sowie Wiener Festwochen, Young Euro Classic, Kunstfest Weimar, Lucerne Festival, „Un Week-end à l’Est“ in Paris, „Kontrasty“ in Lwiw, Kiew-Musikfest, „Neue Musik“ in Odessa und „Odessa Musikfestival“, Heidelberger Frühling, „Internationalen Bodenseefestival 2006“, Festival „Neue-Musik-Premieren“ (Kiew), ZeitGenuss in Karlsruhe, Gstaad Menuhin Festival, Wachenheimer Serenade, LvivMozArt usw.
Von 1992 bis 1999 war Orkin Soloklarinettist beim „Solisten-Ensemble“ der Kiew Camerata. 1997 war er Mitgründer des „Open-Lift“-Projekts für Moderne Musik in Utrecht. 2005 war er Mitbegründer, Klarinettist und Saxophonist der Gruppe Komponistenverschwörung. Er ist Mitglied des Ensembles für neue Musik TEMA in Karlsruhe und Gründer des „Dorado-Quintetts“.
2010 gründete er das Aufnahmelabel OML. 2017 erschien sein Buch „Methodische Einführung in das Erlernen und die Anwendung der historischen Klarinette“ (in deutscher, englischer und
ukrainischer Textfassung).
Als Klarinettist hat er sich besonders durch Uraufführungen neuer Werke einen Namen gemacht, beispielsweise mit den Klarinettenwerken von Jewhen Stankowytsch, Valentin Silvestrov, Nuno Corte-Real, Dimitris Andrikopoulos, Ernst Bechert, Erich Hermann, Stefan Schulzki, Stephan Marc Schneider, Martin Wistinghausen und anderen.
Er unterrichtet Klarinette an der Hochschule für Musik und Darstellende Kunst Mannheim. Seine Werke werden in den Verlagen Universal Edition, „Accolade“, „Konsid“ und „Are Musikverlag“ herausgegeben.

## Auszeichnungen
- 1999: Preis des Präsidenten der Ukraine (für die 1. Sinfonie „Parade of the Planets“)
- 2001: Stipendium des „Lions-Club“ Mannheim (für „Jüdische Suite“ für Klarinette solo)
- 2004: 1. Preis des Zweiten Festivals des Jüdischen Weltkongresses in Komposition
- 2005: 1. Preis des Wettbewerbes des Goethe-Instituts Mannheim „Schiller vs Goethe“ für die beste Schiller-Vertonung
- Europäische Kompositionspreis 2023 (für die „Odesa Rhapsody“ für zwei Violinen und

Sinfonieorchester)

## Werkverzeichnis
- op. 1: Sonatine für Klarinette
- op. 2: Quintet für draughts
- op. 3: Gamayoune
- op. 4: Kammersinfonie Nr. 1 „The Harbours“
- op. 5: Variationen für Klavier
- op. 6: Partita da Piazzolla (Fassungen für Violine solo, für Klarinette, 2 Violinen, Bratsche, Cello und Kontrabass sowie für Klarinette, Violine, Cello und Klavier)
- op. 7: The Mirror (Kammerkonzert für Klavier und Streichorchester)
- op. 8: Talisman (Poeme für Sopran und Streichorchester über ein Gedicht von Alexander Puschkin)
- op. 9: Sinfonie/Ballett Nr. 1 „Parade of the Planets“ für Orchester
- op. 10: Jüdische Suite für Klarinette solo
- op. 11: Suite für Streichorchester
- op. 12: Rhapsodie für Oboe solo
- op. 13: Kammersinfonie Nr. 2 für Violoncello und Streichorchester
- op. 14: Mosaiks (Fassungen für Klavier solo und für Klavier zu vier Händen)
- op. 15: Konzert für Violine und Orchester
- op. 16: Kammersinfonie Nr. 3 (Doppelkonzert für Violine und Cello mit Streichorchester, Schlagzeug, Celesta und Cembalo)
- op. 17: Konzertstück für Klavier mit Orchester
- op. 18: The Rain Songs für Sopran, Klarinette und Klavier
- op. 19: Vier Lieder nach Ossip Mandelstam (Fassungen für Sopran und Gitarre und für Sopran und Streichorchester)
- op. 20: Streichquartett Nr. 1
- op. 21: Die Schatten (Suite für Klarinette und Gitarre)
- op. 22: Sinfonia brevis Nr. 1
- op. 23: Sinfonie Nr. 2
- op. 24: Sonatine für Klavier
- op. 25: Quartett für Klarinette, Violine, Cello und Klavier
- op. 26: Wohin segelt das Schiff? (nach zwei Gedichten von Friedrich Schiller) für Stimme und Klavier
- op. 27: Cogito ergo sum (Singspiel nach Friedrich Schillers Xenien aus dem „Musen-Almanach für das Jahr 1797“)
- op. 28: Three Musicians (Hommage an Pablo Picasso) für Flöte, Fagott und Klavier
- op. 29: Sinfonie Nr. 3 „Der Meister und Margarita“ (frei nach Michail Bulgakow)
- op. 30: Kammersinfonie Nr. 4
- op. 31: Vier Miniaturen für Horn und Klavier
- op. 32: Sechs Bagatellen für Geige, Cello und Klavier
- op. 33: Un Ange qui … für Klarinette und Orgel
- op. 34: Los Caprichos für Fagott/Kontrafagott und Klavier
- op. 35: Kammersinfonie Nr. 5 „Le Caprice“ für Streichorchester
- op. 36: Las Meninas für Flöte und Klavier
- op. 37: Eine kleine Hochzeitskantate
- op. 38: Drei Graphiken für Geige und Klavier
- op. 39: Konzert für Sopransaxophon und Orchester
- op. 40: Graphomanie 2 für Orchester
- op. 41: Kammersinfonie Nr. 6 „Winterschlaf“ für Mezzosopran, Chor und Kammerorchester
- op. 42: Wizzard (Fassungen für Klarinette und Klavier und für Klarinette und Zuspiel)
- op. 43: Klarinettenquintett für Klarinette und Streichquartett
- op. 44: Meditation für Klarinette und Zuspiel
- op. 45: Kammersinfonie Nr. 7 für Frauenstimme und Kammerorchester
- op. 46: Escher-Etuden für drei Flügel im Raum
- op. 47: Lullaby für Mezzosopran, Klarinette, Violine und Klavier
- op. 48: Missa Homoptera für Klarinette und Zuspiel
- op. 49: Ganz im Sinne des Tangos … für Saxophonquartett
- op. 50: Klanjobox Antique für Klarinette, Bastard-Banjo und Live-Elektronik
- op. 51: Hommages à Carl Nielsen, Jean Françaix, Olivier Messiaen, Igor Strawinsky, George Gershwin, Benny Goodman, Astor Piazzolla für Klarinette solo (Nr. 1–6) bzw. für fünf Klarinetten (Nr. 7)
- op. 52: Vosaduli für Blechquintett
- op. 53: Sinfonie Nr. 4 „Haiku“ für Orchester
- op. 54: Martini Blue für Stimme, Altsaxophon, Posaune, Banjo, Bassgitarre, Klavier und Live-Elektronik
- op. 55: Kammersinfonie Nr. 8 „Windrose“ für Oboe, Klarinette, Fagott, Horn, Schlagzeug und Streicher
- op. 56: Concerto d’oro (Fassungen für Altsaxophon mit Big Band und für Altsaxophon mit Concert Band)
- op. 57: Die Neun Musen für Violine solo
- op. 58: Sinfonie Nr. 5 „Jüdische“ für Orchester
- op. 59: Tandem-Toccata für zwei Violinen
- op. 60: Zwei Stücke für Shakuhachi und Klavier
- op. 61: Quintett für zwei Violinen, Bratsche, Cello und Klavier
- op. 62: Magister Ludi (Oper in sechs Akten nach Hermann Hesse)
- op. 63: Sprechchor A „Kalaschnikow ist tot“
- op. 64: Profundus für Bassklarinette und Zuspiel
- op. 65: Kammersinfonie Nr. 9 „Olimpia“ für zwei Altsaxophone, Flöte, Geige, Cello, Schlagzeug und Klavier
- op. 66: Sinfonie Nr. 6 „Maidan“
- op. 67: Lieder nach Gedichten von Franz Kafka für Stimme und Klavier
- op. 68: „Der Schummeltrompeter“ frei nach Motiven aus Der Struwwelpeter für Sprecher und kleines Ensemble
- op. 69: Adagio für Klarinette (auch Sopransaxophon und Blaswandler) und Orchester
- op. 70: „Odem“ (Fassung für zwei Bratschen solo und Streicher)
- op. 71: Kammersymphonie Nr. 10 „Sprich mit mir“ für Stimme, Geige und Kammerorchester
- op. 72:  b.) „Echo“ für Klarinette, Zuspiel und zwei Sprecher
- op. 73: „In Wiederkehr der Masken“ (Fassaungen für Klarinette und Kammerorchester, für Klarinette und Blasorchester)
- op. 74: „Und wie der Pan gähnt...“ für Obertonsänger und kleines Ensemble
- op. 75: „Annes Passion“ Oratorium für Sprecher, Solisten, Chor und Orchester nach Texten von Anne Frank
- op. 76: Theobald Lieder für Stimme und Klavier
- op. 77: „3 Mahngesänge“ für Klarinette und Streicher
- op. 78:  „3 Walzer“ für Orchester
- op. 79: Violinkonzert Nr. 2
- op. 80: Streichquartett Nr. 2
- op. 81: „Halyzka Ouvertüre“ für Orchester
- op. 82: „Mizmor“ für Klezmerband, Kantor und Streichorchester
- op. 83: „Odesa Rhapsody“ für zwei Violinen und Orchester
- op. 84: „Nachtgebet“ für Orchester
- op. 85: „Tatusewa Knyha“ Kantate für Sprecher, Solisten, Kinderchor und Orchester
- op. 86: „Rechtzeitig“ für Kammerensemble
- op. 87: Grand Trio Concertant für Klarinette, Geige und Klavier
- op. 88: „Todesfuge“ für Violine, Sprecher und Orchester
- op. 89: Sinfonie Nr. 7 „Das hohe Schloss“
- op. 90: „Requiem for a Poet“ für Bariton, Sampler und Orchester
- op. 91: „Elegie“ für Orchester
- op. 92: „Fünf unterbrochene Wiegenlieder“ für Orchester
- op. 93: „Odradek“ Konzert für Bratsche und Streichorchester
- op. 94: „Mendele-Lohengrin“ Klezmer-Singspiel für Sprecher, Soprano und Kammerorchester
- op. 95: „Radetzkymarsch“ für Klarinette (auch Bassklarinette), Sprecher und Orchester
- op. 96: „Briefe aus dem Schatten“ für Solisten, Chor und Orchester